# Jack il saltatore

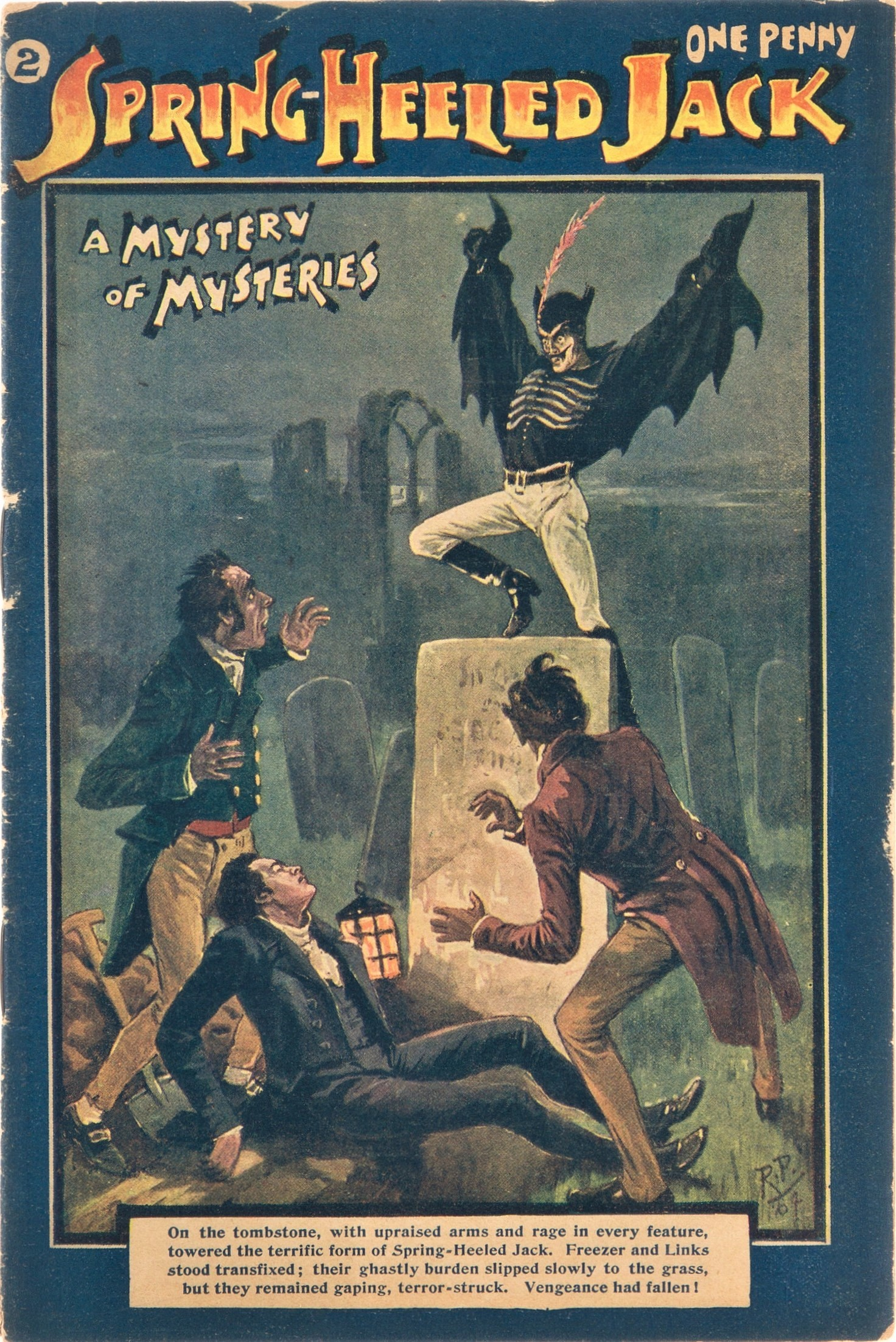
Spring-heeled-Jack in una illustrazione del 1890 circa

Jack il saltatore, nell'originale inglese Spring-heeled Jack ("Jack dai tacchi a molla"), fu una creatura del folklore inglese del periodo vittoriano, che si raccontava vagare nelle notti londinesi dal settembre del 1837 sino agli inizi del Novecento, facendo anche alcune apparizioni a Sheffield, Liverpool, e più tardi nelle Midlands e in Scozia.

## Il nome
La creatura si guadagnò il nome di Jack dai tacchi a molla a causa del suo peculiare modo di fuggire: senza effettuare rincorse questo essere avrebbe avuto la dote di compiere salti molto elevati, riuscendo ad esempio a saltare da un marciapiede al tetto di un palazzo.

## L'aspetto
Descritto dalle vittime degli attacchi come umanoide con un volto orrendo (o forse coperto da una maschera paurosa); si ipotizza che potesse trattarsi di una persona deforme con capacità fuori dalla norma o, molto più probabilmente, di un abile acrobata.
La prima presunta vittima di questo mostro lo avrebbe descritto alle autorità come una creatura metà uomo e metà diavolo, con la faccia orrendamente sfigurata.
La corporatura sarebbe stata abbastanza robusta, l'altezza nella norma, la muscolatura molto sviluppata nelle gambe (poiché ci vorrebbe uno sforzo e un'energia sovrumana per eseguire dei salti superiori ai trenta metri, come descritti dalle sue vittime). Vestiva con un mantello nero e un elmetto, aveva artigli metallici molto affilati con cui sfigurava le vittime e la leggenda gli attribuiva occhi fiammeggianti. Queste ricostruzioni sembrerebbero collegarsi ad un'altra leggenda, molto più recente, americana: quella del Mothman, anch'esso dotato di grandi ali, nero e con occhi fiammeggianti.

## Gli attacchi

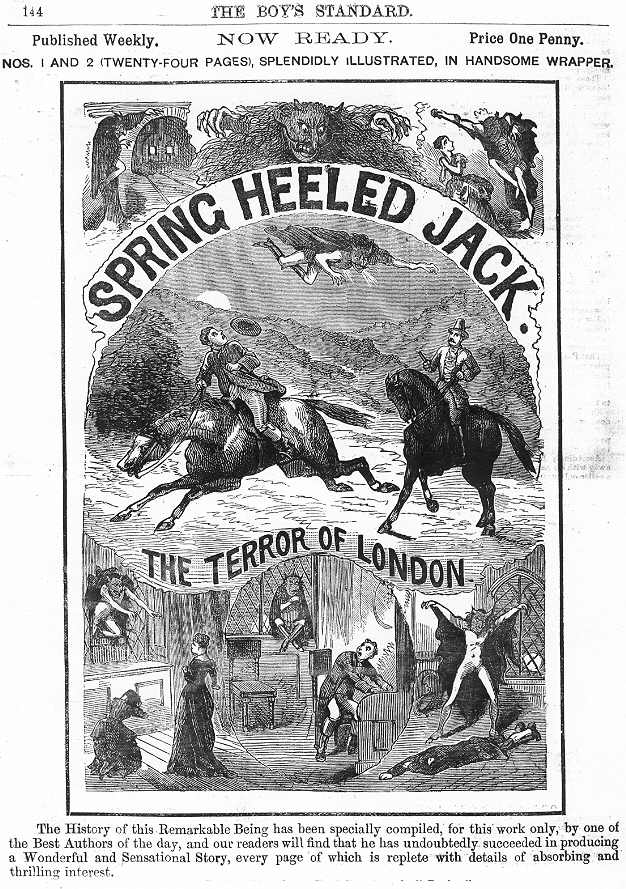
Pubblicazione del gennaio 1886

Nel settembre del 1837 una donna di nome Polly Adams stava passeggiando in un parco londinese, in una notte buia e fredda. Vide una strana ombra muoversi nel buio, dopo alcuni istanti, il mostro saltò fuori da un cespuglio e la sfigurò con i suoi lunghi artigli. La ragazza disse poi alla polizia di essere stata attaccata da un uomo-diavolo. La cosa non apparve credibile e il caso venne archiviato come attacco immaginario e autolesionismo, rovinando così la reputazione della povera donna.
Dopo alcune settimane dal primo attacco, innumerevoli persone (per lo più benestanti) sostennero di essere state attaccate da una bestia la cui apparenza sembrò la medesima di quella che avrebbe attaccato Polly Adams.
Gli attacchi non avvenivano seguendo un'apparente logica o una linea temporale: il guardiano nell'avamposto di una caserma raccontò di avere udito una notte dei rumori e dei fruscii provenienti dal bosco circostante la caserma e di essersi risvegliato la mattina seguente seminudo nel bosco; in stato confusionale, attribuì la responsabilità di tutto alla stessa creatura.
Una donna che sarebbe stata vittima del mostro, disse che la creatura l'avrebbe baciata sulla bocca, compiendo poi un salto di trenta metri che lo catapultò sopra un palazzo.
La storia sembrò giunta a termine quando un marchese della Londra vittoriana venne accusato di essere il misterioso demone, poiché alcuni testimoni dissero di avere visto una W dorata all'interno del mantello che indossava la creatura nei suoi attacchi e la W era parte dello stemma della casata del marchese incolpato. Il marchese morì nel 1859 per una caduta da cavallo, ma la bestia continuò ad aggredire i passanti di Londra, iniziando secondo alcuni anche ad uccidere. Terrorizzò prima Londra e poi il resto dell'Inghilterra per ben 66 anni.
La storia finì nel 1904 dopo che Jack il saltatore aggredì alcune nobildonne in un parco di Londra. A partire dal 1905 ci furono attacchi di una creatura molto simile a Jack dai tacchi a molla a Liverpool, Manchester, Scozia e nella costa occidentale degli Stati Uniti.

## Nelle opere di fantasia
Jack il saltatore è menzionato nel libro Jack the Ripper: Letters From Hell come un cattivo immaginario esibito nei Penny Dreadful della prima metà del Novecento. A causa dei paralleli di questo personaggio con i metodi usati dall'assassino di Whitechapel del 1888, Spring Heeled Jack è visto dagli autori come la fonte di ispirazione che sta dietro l'invenzione del nome di Jack lo squartatore (Jack the Ripper).
Jack il saltatore è protagonista del manga The Black Museum - Springald di Kazuhiro Fujita. L'autore si era appassionato della storia del personaggio quando scriveva su riviste per bambini e si decise a creare un manga sul personaggio in cui spiega in modo fantasioso le origini di questo fantomatico essere.
Un'altra rappresentazione è stata nella serie britannica di fantascienza Primeval. Il popolo di Londra diede il soprannome di Jack il saltatore ad una giovane raptor con una malattia del piumaggio, venuta attraverso un'anomalia dal Cretaceo alla Londra vittoriana. Tuttavia, il vero Jack ha ucciso solo una persona, mentre la raptor della serie è stata responsabile di almeno 12 omicidi raccapriccianti.
Una rappresentazione di Jack è presente nel videogioco Assassin's Creed: Syndicate, dove sono alcune missioni secondarie nelle quali il giocatore dovrà inseguire il personaggio per mettere fine alla sua attività criminale a Londra, fallendo nel tentativo.
Appare in un episodio del fumetto Martin Mystère, dove viene tramutato dal Dottor Jekyll e Mister Hyde in un mostro incapace di morire.
Compare nel libro di Derek Landy "Skulduggery Pleasant giocando col fuoco"